# Livsdagen lång
Livsdagen lång är en roman av Eyvind Johnson utgiven 1964.

## Handling
Handlingen utspelar sig på flera tidsplan och tar sin början i Rom 1962 där Berättaren samtalar med sin vän Historikern om det förflutna och dess fortsatta närvaro i samtiden. Det berättas om en kärlekshistoria i centrala Europa på 800-talet. Den unge Immo söker sin älskade Astalda bakom klostermurarna men hon försvinner för honom. Samma berättelse återkommer och varieras sedan i andra tider och miljöer där personerna dyker upp under andra namn som Donatus, Gisela, Corsant och Yolande.

## Berättarstil och förhållandet till historien
Livsdagen lång består av en genomgående berättelse som i tiden är placerad mellan 1926 och 1962. Dess huvudperson är Berättaren som i Rom året 1962 berättar för sin vän Historikern om sig själv och ett antal andra personer. Romanen rymmer sex andra berättelser som är förlagda till olika historiska tider. Dessa berättelser är inte fristående utan invävda i Berättarens och bundna till varandra.
I en efterskrift till romanen skrev Eyvind Johnson att Livsdagen lång inte bör betraktas som en historisk roman då de historiska fakta som romanen anknyter till behandlas mycket fritt. Stig Bäckman har i sin avhandling Den tidlösa historien framhållit att Livsdagen lång skiljer sig från Johnsons tidigare historiska romaner. Författaren har övergivit tanken på ett illusoriskt återgivande av den historiska verkligheten "och i stället skapat något som bäst kan beskrivas som en historisk fantasi och förvandlingssaga".
I sin monografi menar Gavin Orton att Livsdagen lång är en tematisk fortsättning på Johnsons föregående roman Hans nådes tid som "utvidgar och förklarar dess idéer". Samtidigt påpekar han att Johnsons sätt att använda sig av historien i de båda romanerna inte alls är det samma. "I Hans nådes tid gör han ett snitt på längden, längs tidens flod, medan han i Livsdagen lång gör sina snitt på tvären, över den flod där alla tider flyter i bredd. Tiden står stilla; livets oföränderliga mönster uppenbaras under skillnaderna i dess tillfälliga manifestationer".
Lars Gyllensten har beskrivit boken som en legering av roman, självbiografi och essä där fakta, fiktion och personliga erfarenheter sammanflätas. Han menar att Johnsons berättarstil "kan sägas vara ett försök att spränga tidens fjättrar till frigörelse ur fångenskapen i snävsyn och begränsningar, ur ledans stympningar och ur förkrosselsen under lidandens påträngande övermakt...Berättaren i boken, Eyvind Johnson nästan-han-själv, drivs, som i en sorts klaustrofobi, att tänja sina ramar och återfinna samtiden i alla tider och alla tider i samtiden".

## Omdömen
"I Livsdagen lång framträder Eyvind Johnson när han är som allra bäst. Det är den ödmjuke iakttagaren som berättar och han gör det med ett språk, en prosa som ingen svensk författare längre är mäktig. I hög grad är Livsdagen lång en kärleksroman där kärleken framträder både som drift och urkraft och som mening och mål i tillvaron. I återblickarna genom historien går Eyvind Johnson tillbaka till det klassiska Rom och antikens Grekland och här finns på så sätt hela det humanistiska bildningsarvet samlat mellan bokpärmarna". – Bo-Ingvar Kollberg i Upsala Nya Tidning 1991

## Utgåvor
- Livsdagen lång, Bonniers 1964 Libris
- Livsdagen lång med förord av Lars Gyllensten, Atlantis 1990 ISBN 91-7486-916-7 Libris